# ロッカフォルテ・モンドヴィ
ロッカフォルテ・モンドヴィ（伊: Roccaforte Mondovì）は、イタリア共和国ピエモンテ州クーネオ県にある、人口約2,100人の基礎自治体（コムーネ）。

## 地理

### 位置・広がり
| 隣接するコムーネは以下の通り。 - ブリーガ・アルタ - キウーザ・ディ・ページオ - フラボーザ・ソッターナ - マリアーノ・アルピ - オルメーア - ピアンフェーイ - ヴィッラノーヴァ・モンドヴィ |

#### 地震分類
イタリアの地震リスク階級 (it) では、3 に分類される
。

## 行政

### 分離集落
ロッカフォルテ・モンドヴィには、以下の分離集落（フラツィオーネ）がある。
- Annunziata, Baracco, Bertini, Dho, Lurisia, Norea, Prea, Rastello